# Dioscorea althaeoides
Dioscorea althaeoides là một loài thực vật có hoa trong họ Dioscoreaceae. Loài này được R.Knuth mô tả khoa học đầu tiên năm 1924.